# Scholars International SC
Der Scholars International Football Club ist ein Fußballverein aus der kaimanischen Stadt West Bay. Die Männermannschaft spielt in der nationalen 1. Fußballliga. 1991 nahm man in der karibischen Zone am CONCACAF Champions’ Cup und erreichte dabei die 2. Runde.

## Erfolge
- CIFA Foster’s National League 11 ×: 1997/98, 2000/01, 2002/03, 2005/06, 2006/07, 2007/08, 2009/10, 2011/12, 2014/15, 2015/16, 2017/18
- CIFA FA Cup 4 ×: 2002/03, 2005/06, 2007/08, 2011/12
- CIFA Digicel Cup 2 ×: 2006/07, 2012/13